# NGC 7489
NGC 7489 é uma galáxia espiral (Scd) localizada na direcção da constelação de Pegasus. Possui uma declinação de +22° 59' 52" e uma ascensão recta de 23 horas, 07 minutos e 32,5 segundos.